# Betonprijs
De Betonprijs wordt sinds 1979 iedere twee jaar uitgereikt op initiatief van de Betonvereniging, het overkoepelende en coördinerende orgaan binnen de (beton)bouw, en van het jubileumfonds van de ENCI. De prijs bestaat uit een oorkonde voor de eigenaar van het winnende bouwwerk en andere betrokkenen, en uit een betonnen plaquette die op het bouwwerk wordt aangebracht.
In het eerste jaar werden door de jury drie prijswinnaars en drie eervolle vermeldingen gekozen. De prijzen worden ingedeeld in wisselende categorieën. 

## Winnaars

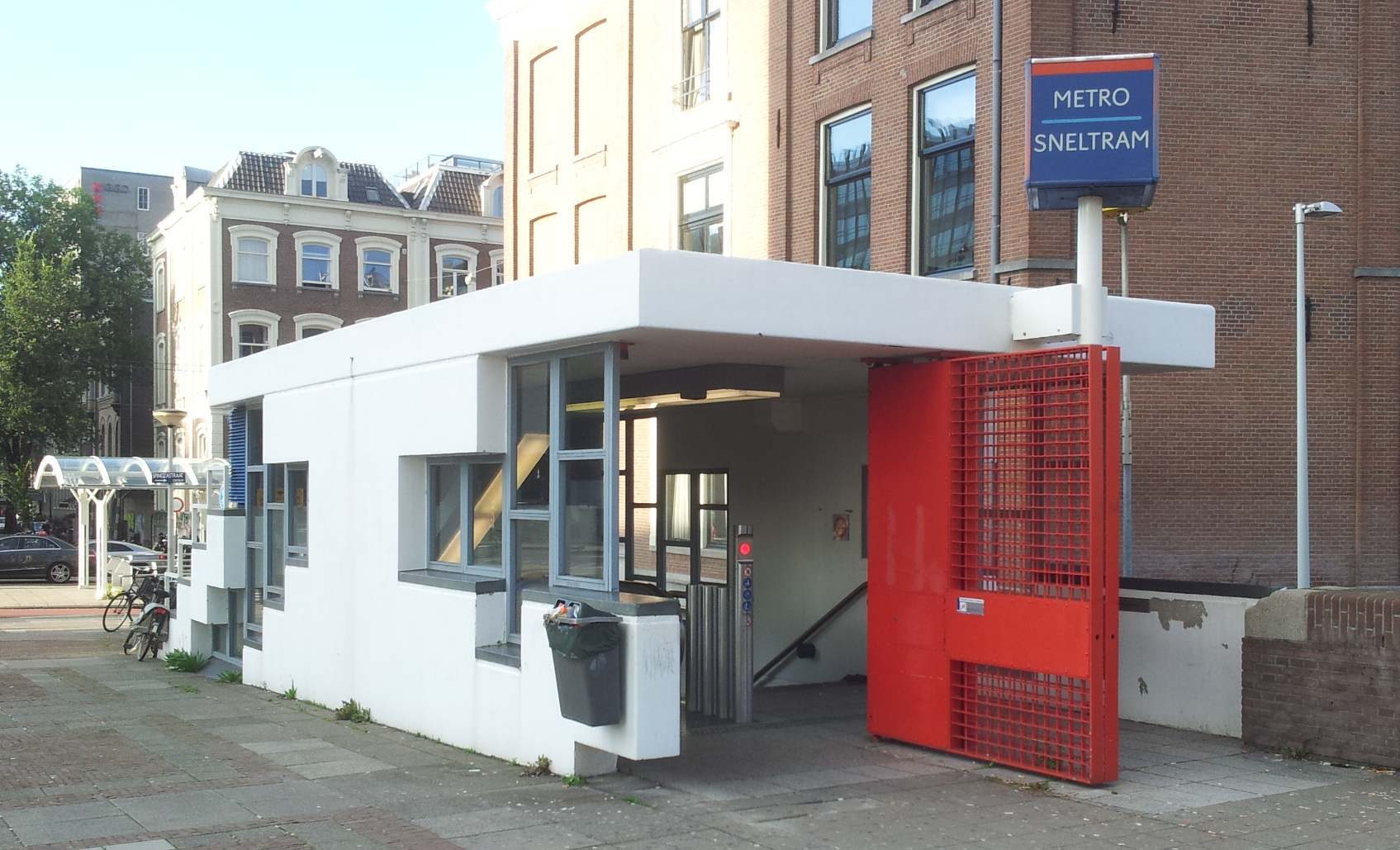
Een ingang van het ondergrondse metrostation Weesperplein, Amsterdam

## Winnaars[3]

### 1979 - 1999
1979
- het gebouw voor werktuigbouwkunde (W-hoog) van de Technische Hogeschool Eindhoven (nu TU Eindhoven)
- twee havenlichten bij Hoek van Holland
- booreiland Dunlin-A, Noordzee

1981
- Stations en viaducten van de Oostlijn van de Amsterdamse metro (enige winnaar[5])

1983
- Categorie Bruggen en viaducten: NS fly-over (trogbrug) in Zaandam

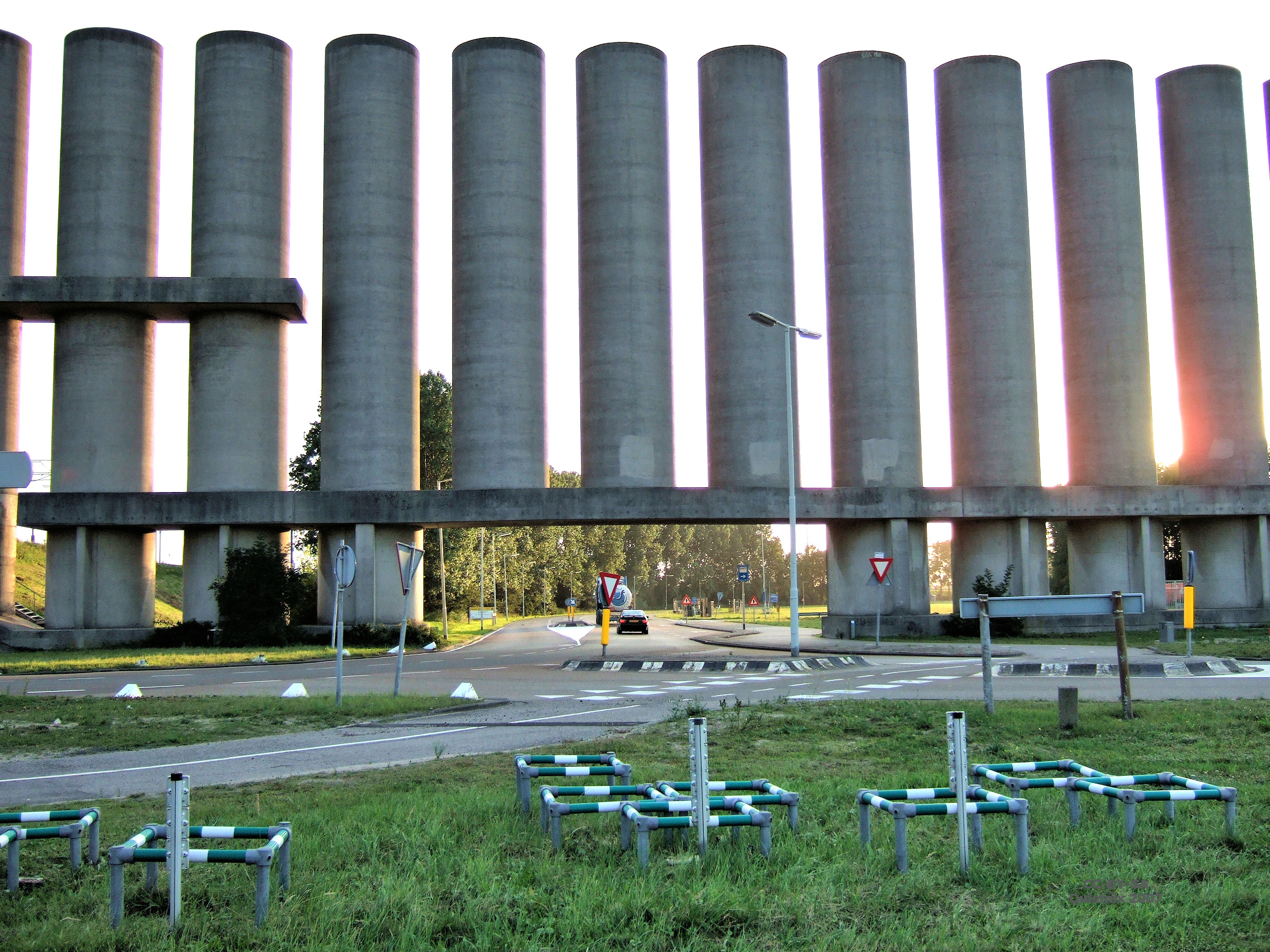
Calandbrug doorgang in windscherm

- Categorie Constructies in de waterbouw: schalentunnel Oost-westlijn metro Rotterdam[7] (plaquette is aangebracht in station Marconiplein)
- Categorie Utiliteitsbouw:
  - stadion Galgenwaard, Utrecht
  - kantoorgebouw De Griffioen (RZEO/VGZ), Eindhoven

1985
- Categorie Constructies in de waterbouw: Windscherm langs het Calandkanaal bij de Calandbrug[8]
- Categorie Utiliteitsbouw:
  - dienst- en bezoekersgebouw Stormvloedkering Oosterschelde[9]
  - Onthardingsgebouw Waterleiding Friesland, Noordbergum
- Categorie Bruggen en viaducten: verkeersknooppunt Leidschendam (het Knooppunt Prins Clausplein)

1987
- Categorie Woningbouw:nieuwbouw op het Oude RAI-terrein, Amsterdam
- Categorie Utiliteitsbouw: 
  - kantoortoren Beurs World Trade Center Rotterdam
  - hoofdkantoor NMB (nu ING), Amsterdam Zuidoost
- Categorie Bruggen en viaducten:
  - Koning Fahddijk (de Saudi-Arabia Bahrain Causeway)
  - viaduct in de Flevolijn over de A1
- Categorie Constructies in de waterbouw:
  - Gemaal Kadoelen in Amsterdam-Noord
  - Oosterscheldekering

1989
- Categorie Utiliteitsbouw: 
  - NS-station Almere Muziekwijk
  - gebouw Internationaal Instituut voor Sociale Geschiedenis, Amsterdam
- Categorie Woningbouw:
  - stadsvernieuwingsproject Sijzenbaanplein, Deventer (ontwerp Theo Bosch)[11]
- Categorie Constructies in de waterbouw:
  - Beschermwand voor platform Ekofisk 2/7 T, Ålfjord (Noorwegen)

1991
- Categorie Utiliteitsbouw: kantoorgebouw ministerie van Sociale Zaken en Werkgelegenheid, Anna van Hannoverstraat, Den Haag (ontwerp Herman Hertzberger)[12]
- Categorie Woningbouw: woongebouw De Droogbak, Nieuwe Westerdokstraat Amsterdam (ontwerp Rudy Uytenhaak)[13]
- Categorie Bruggen en viaducten: Tuibrug over de Bergsche Maas

1993
- Categorie Woningbouw: villa, Vught[14] (enige winnaar[15])

1995
- Categorie Bruggen en viaducten: boogviaducten in de Ringlijn van de Amsterdamse metro tussen de stations Overamstel en Van der Madeweg
- Categorie Constructies in de waterbouw: Willemsspoortunnel Rotterdam
- Categorie Utiliteitsbouw: Kunstacademie Maastricht[16]

1997
- Categorie Utiliteitsbouw: Villa VPRO, Hilversum[17]
- Categorie Woningbouw: project Veldeketerrein / Glacisweg, Maastricht[18]
- Categorie Bruggen en viaducten: Confederation Bridge, Canada
- Categorie Constructies in de waterbouw: Parkeergarage Laakhaven, Den Haag
- Categorie Overige bouwwerken: Kurkentrekker als oprit naar parkeerdak. Watermanweg, Rotterdam

1999
- Categorie Utiliteitsbouw:
  - Koninklijke Schouwburg, Den Haag
- De Tweede Heinenoordtunnel onder de Oude Maas bij Barendrecht
- Categorie Woningbouw: Villa Möbius, Naarden[19]
- Categorie Bruggen en viaducten: Tweede Stichtse Brug
- Categorie Constructies in de waterbouw: Tweede Heinenoordtunnel, Barendrecht

### 2000 - 2010
2001

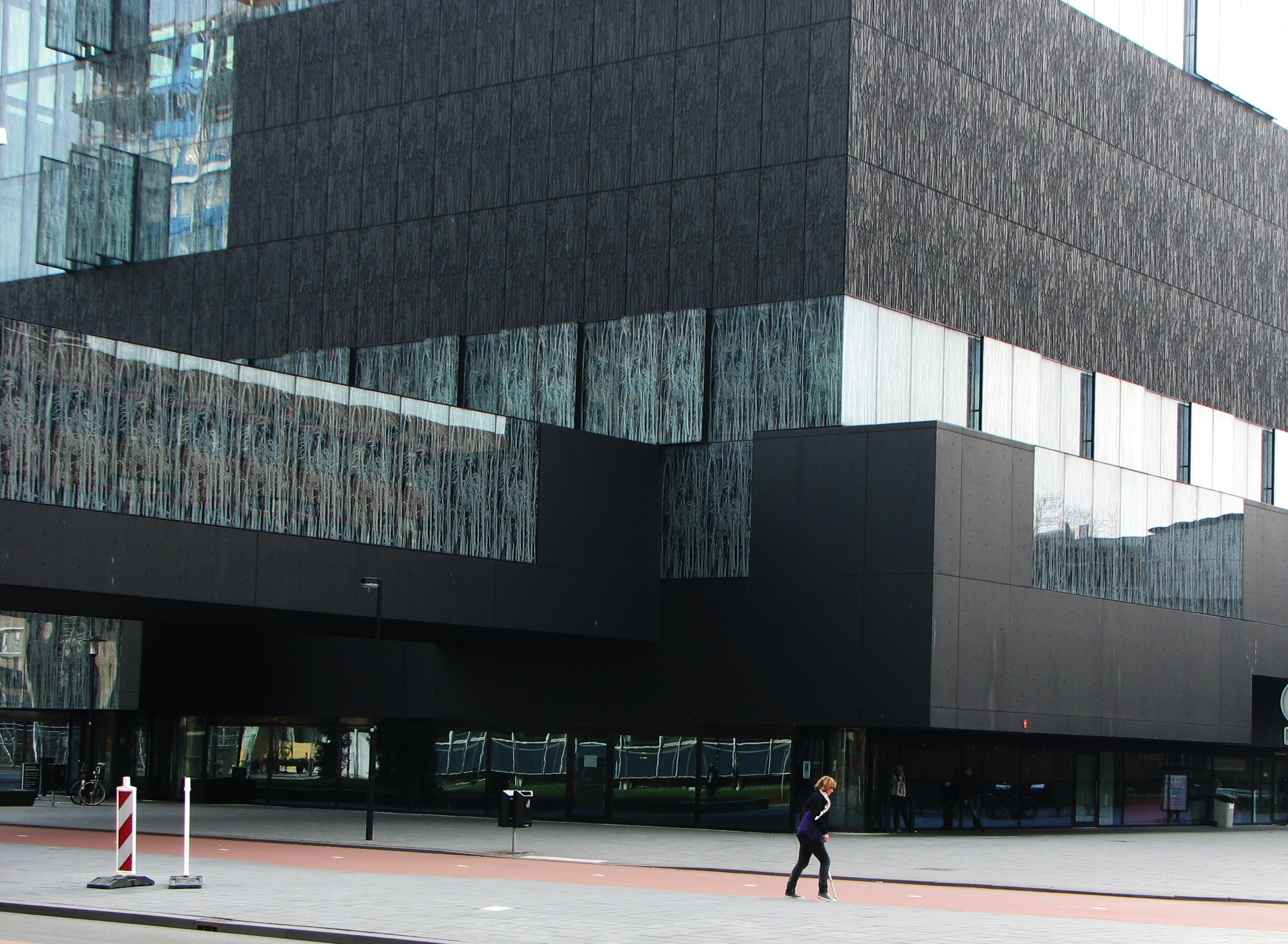
Universiteitsbibliotheek Utrecht

- Categorie Utiliteitsbouw: Stadsbibliotheek Roermond

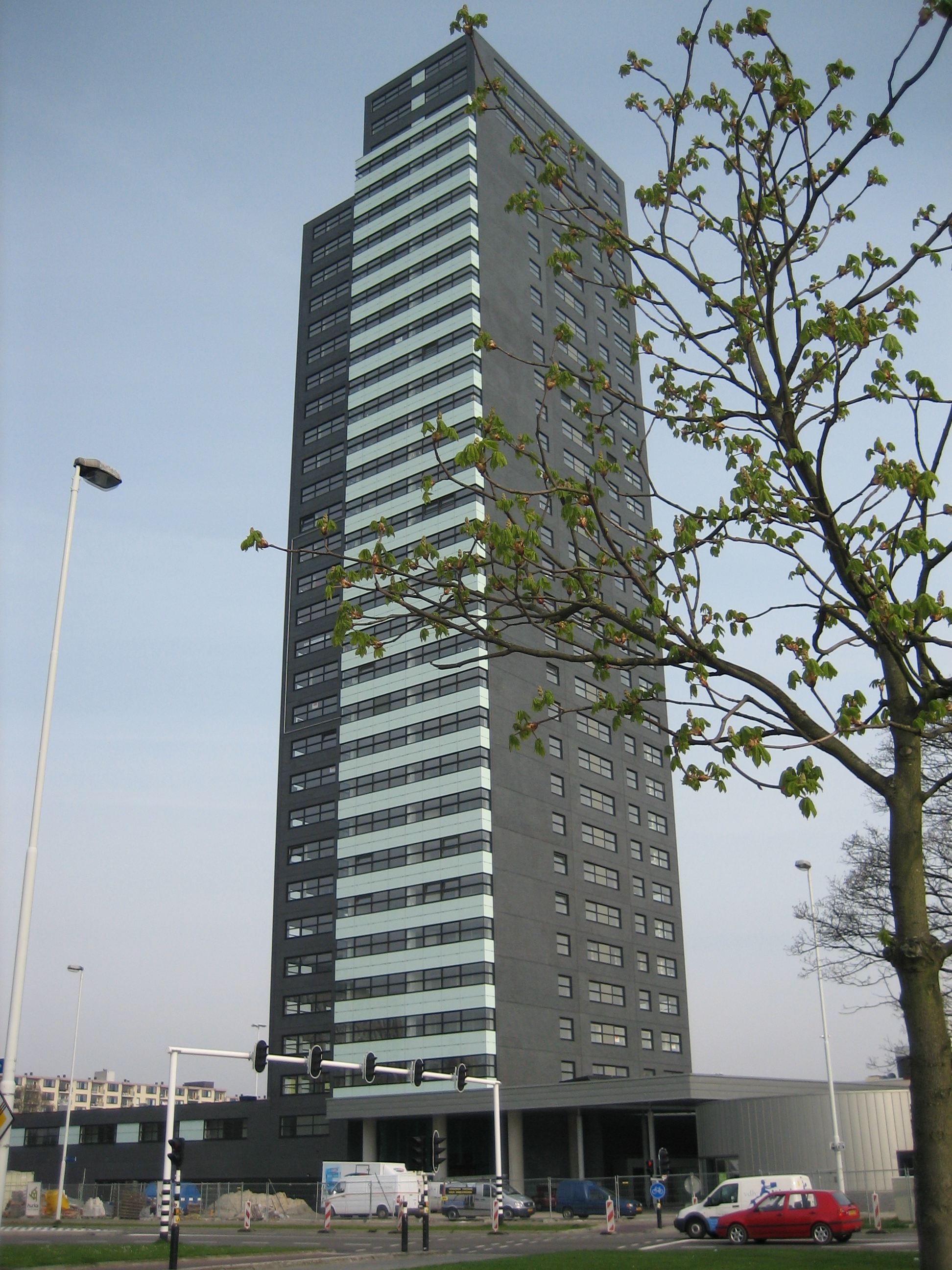
Woontoren Porthos

- Categorie Bruggen en viaducten: brug over de Zuid-Willemsvaart bij Veghel
- Categorie Constructies in de waterbouw: IJsselkade, Doesburg

2003
- Categorie Constructies in de waterbouw: Tweede Beneluxtunnel, Rotterdam
- Categorie Woningbouw: Urban Villa's, Velserbroek
- Categorie Bruggen en viaducten: Eilandbrug in de N50 tussen Kampen en Ramspol

- Categorie Utiliteitsbouw: kantoor Daimler-Chrysler, Utrecht

2005
- Categorie Utiliteitsbouw: Universiteitsbibliotheek Utrecht
- Categorie Bruggen en viaducten: De snelweg A5 (De Verlengde Westrandweg)
- Categorie Constructies in de waterbouw: Het Souterrain, Den Haag (tramtunnel en station)
- Categorie Woningbouw: Woongebouw Australië-Boston, Amsterdam
- Categorie Diversen: Waterwerken III ‘Chardonnay’, betonsculptuur van kunstenaar Ruud Kuijer. Isotopenweg, Utrecht
- Speciale projectprijs: De Betuweroute van zee tot Zevenaar

2007
- Categorie Bruggen en viaducten: Bruggen Zuiderpark Oldegaarde, Rotterdam
- Categorie Woningbouw: Woonhuis van de Familie van Esch, Tilburg
- Categorie Uitvoering: Woontoren Porthos, Eindhoven
- Categorie Utiliteitsbouw: Nederlands Instituut voor Beeld en Geluid, Hilversum
- Categorie Constructies in de waterbouw: KW17 Tunnel Rodenrijse Vaart
- Speciale projectprijs: HSL-Zuid

2009
- Categorie Woningbouw: Woonhuis Osseforth, Stein
- Categorie Utiliteitsbouw: Datacentrum TU Delft
- Categorie Bruggen en viaducten: Julianabrug Zaandam
- Categorie Constructies in de waterbouw: Aquaduct Langdeel in de N31
- Categorie Uitvoering: Ongelijkvloerse kruising Muiderbrug
- Categorie Beton en samenleving: Crematorium Heimolen, Sint Niklaas België
- Constructeursprijs: Royal Haskoning Nederland BV

### 2011 - 2020
2011
- Categorie Woningbouw: De Kroon in Den Haag by Rapp+Rapp
- Categorie Utiliteitsbouw: IPMCC-gebouw in Utrecht
- Categorie Bruggen en viaducten: Gooisebrug in Vleuten De Meern
- Categorie Constructies in de waterbouw: Sluis 124 in Amsterdam (IJburg)
- Categorie Uitvoering: N201, omlegging Aalsmeer – Uithoorn
- Categorie Beton en samenleving: A2 tussen Holendrecht en Oudenrijn
- Oeuvreprijs : Hurks beton bv en Hurks delphi engineering

2013

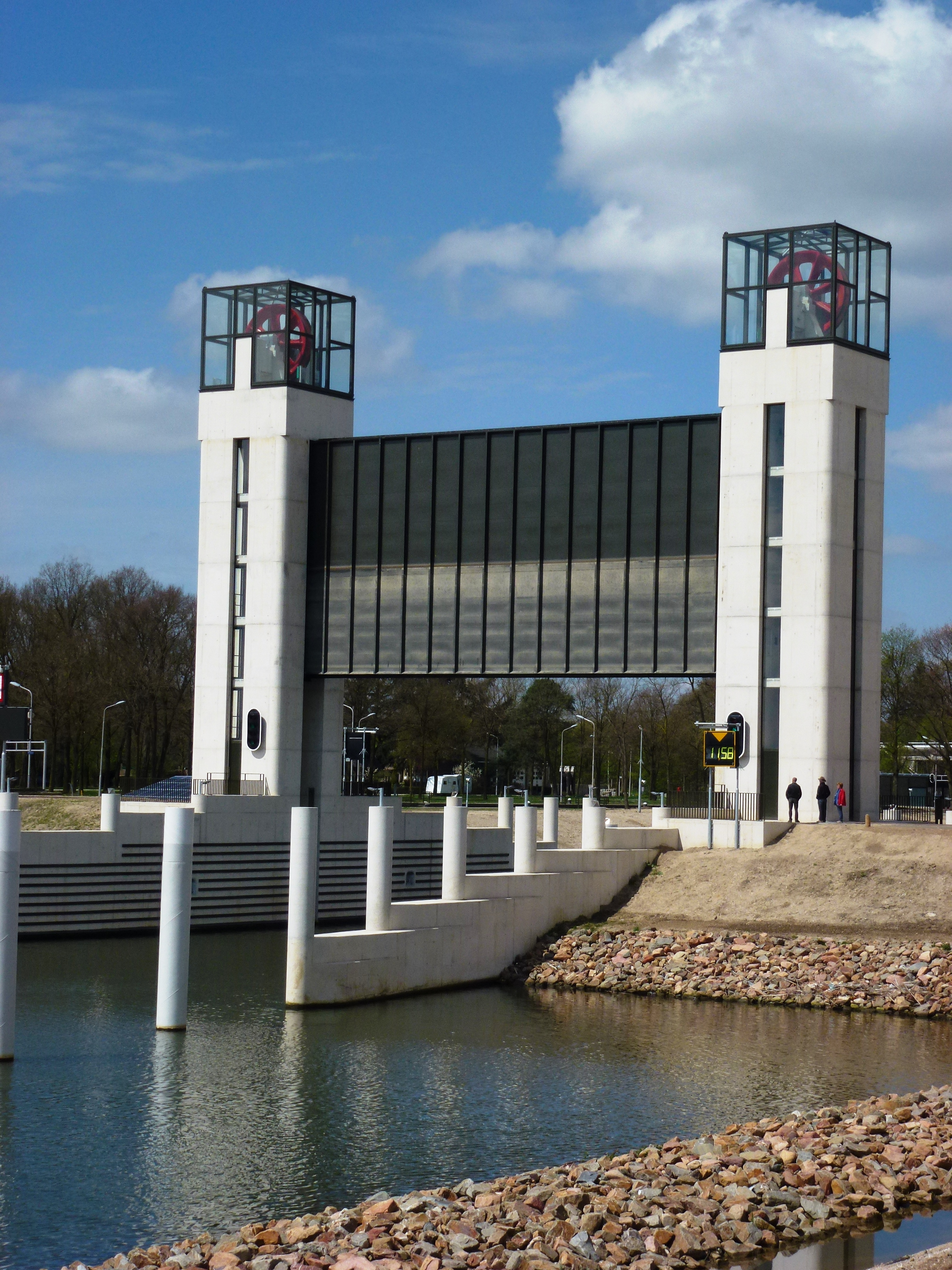
Heumen, nieuwe sluis

- Categorie Woningbouw: Huize het Oosten, Bilthoven
- Categorieën Utiliteitsbouw en Constructief ontwerp: de nieuwe torens van de ministeries van Justitie en Binnenlandse Zaken (de 'JuBi-torens'), Den Haag
- Categorie Bruggen en viaducten: Ramspolbrug, tussen de Noordoostpolder en Overijssel
- Categorie Constructies in de waterbouw: keersluis Heumen
- Categorie Uitvoering: nieuwbouw van het Erasmus MC, Rotterdam
- Categorie Restauratie en reparatie: Nedinscofabriek, Venlo
- Categorie Betontechnologie: gebruik van ultrahogesterktebeton (UHSB) in modulaire duurzame bruggen

2015
- Categorie Woningbouw: Villa Rieteiland Oost Kavel 01 Amsterdam
- Categorieën Utiliteitsbouw en Constructief ontwerp: OV terminal Arnhem
- Categorie Bruggen en viaducten: Verlengde Waalbrug Nijmegen
- Categorie Constructies in de waterbouw: Droogdok van hybride beton, Alblasserdam

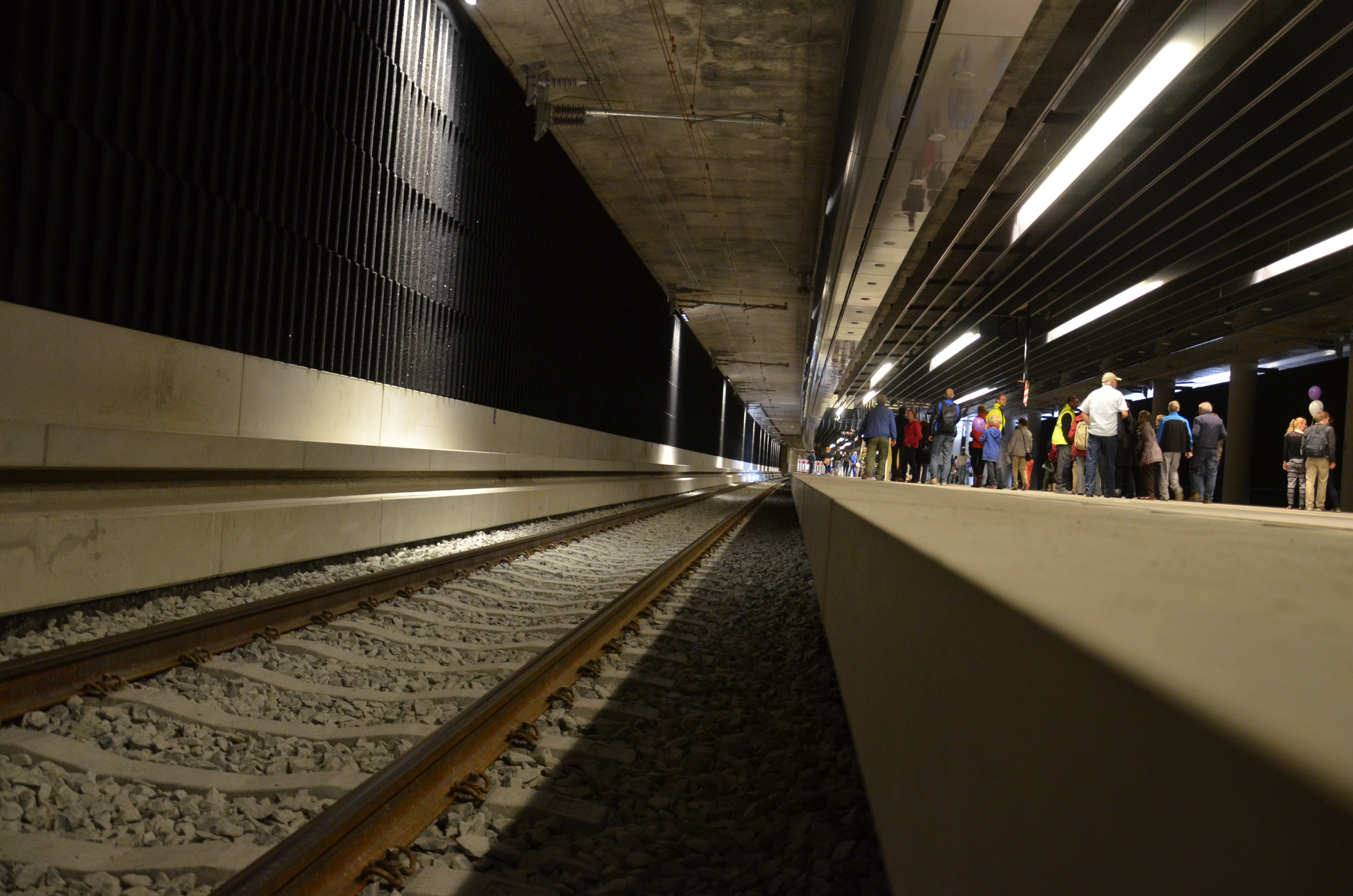
Willem van Oranjetunnel met deel van Station Delft

- Categorie Uitvoering: Willem van Oranjetunnel/station, Delft
- Categorie Restauratie en reparatie: Transformatie De Holland, Dordrecht
- Categorie Betontechnologie: I/O-gebouw Faculteit Educatie, Nijmegen
- Categorie Constructief ontwerp: Radartoren Neeltje Jans, Roompotsluis

2017
- Categorie Bruggen & Viaducten: Catharinabrug, Leiden
- Categorie Natte waterbouw: Hoogwatergeul Veessen - Wapenveld
- Categorie Woningbouw: Villa K6
- Categorie Utiliteitsbouw: ’s-Werelds grootste fietsenstalling, Utrecht
- Categorie Uitvoering: Parkeergarage Lammermarkt, Leiden
- Categorie Betontechnologie: Ultraslanke hybride trap hoofdkantoor ABT, Velp
- Categorie Restauratie/reparatie: Renovatie Velsertunnel, Velsen-Zuid
- Categorie Constructief ontwerp: Tafelbrug Zuid- en Noordhorn

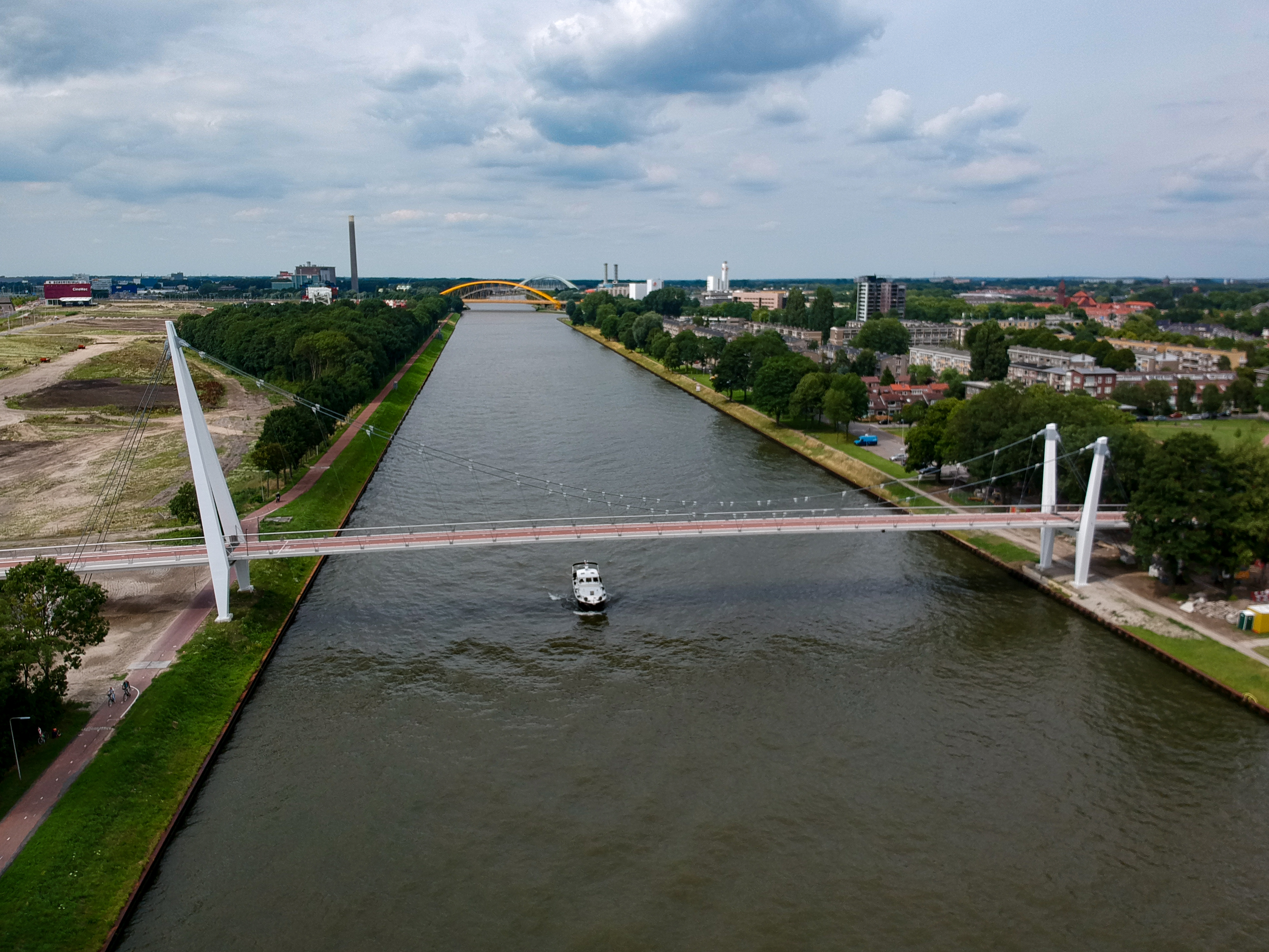
Dafne Schippersbrug over het Amsterdam-Rijnkanaal

- Eervolle vermelding: Dafne Schippersbrug, Utrecht

2019
- Categorie Woningbouw: Belvedère, Hilversum
- Categorie Utiliteitsbouw: Earth Simulation Laboratory, Utrecht
- Categorie Bestaande bouw: Maastunnel, Rotterdam
- Categorie Circulair: Het circulaire viaduct, Dronten
- Categorie Civiele Bouwwerken: Albert Cuypgarage, Amsterdam
- Categorie Grensverleggend: Regiokantoor Natuurmonumenten, Zierikzee
- Toekomstprijs: Museum Naturalis, Leiden
- Eervolle vermelding: Intervam flats in Utrecht en de busbrug in Zwolle

### Vanaf 2021
2021

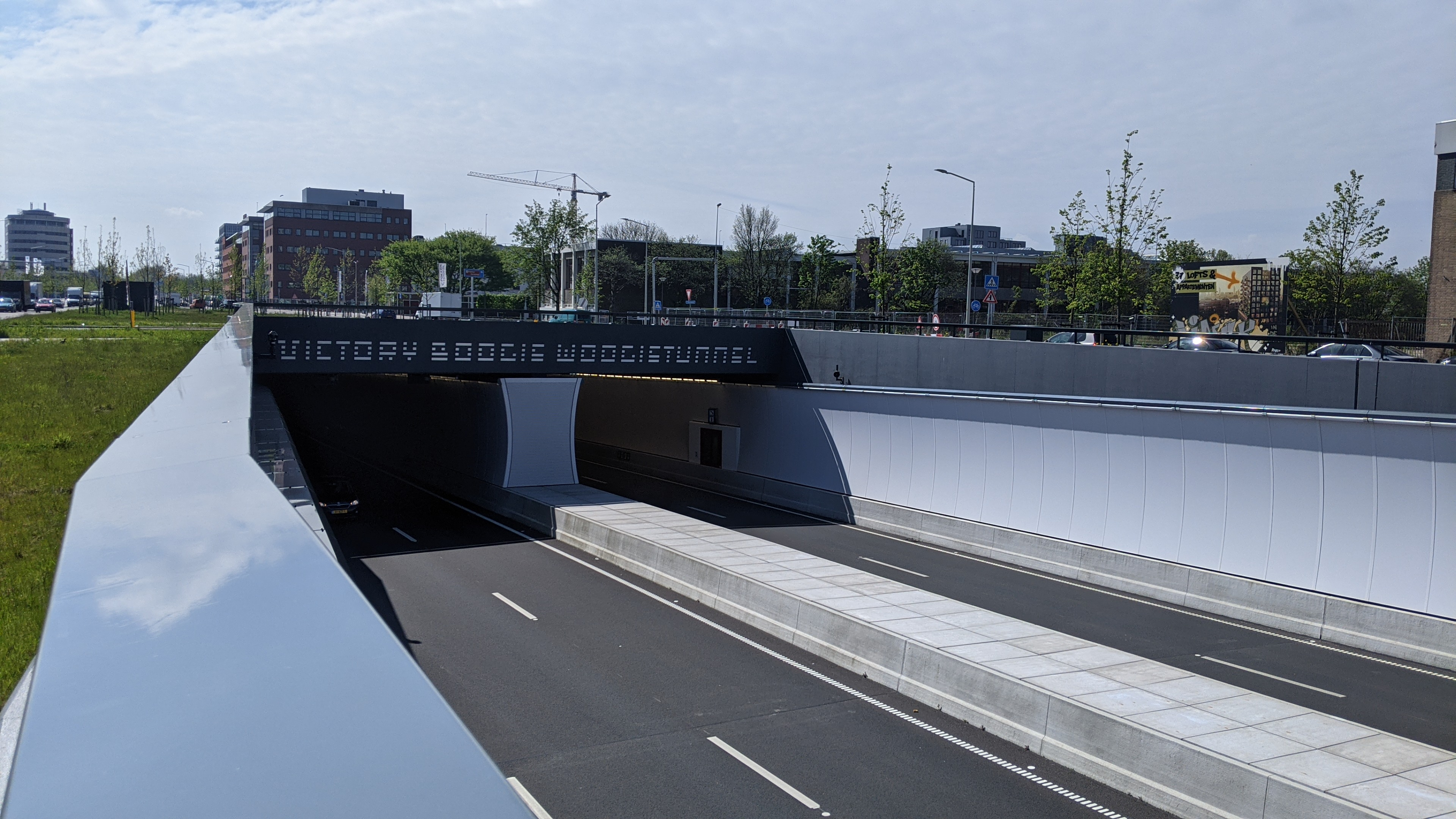
De Victory Boogie Woogietunnel in de Rotterdamsebaan in Den Haag

De uitreiking van de Betonprijs 2021 werd uitgesteld tot 14 juni 2022 vanwege de coronacrisis.
- Categorie Bestaand: transformatie gebouw Hoog Lindoduin, Scheveningen
- Categorie Civiele bouw: boortunnel Rotterdamsebaan (Victory Boogie Woogietunnel), Den Haag

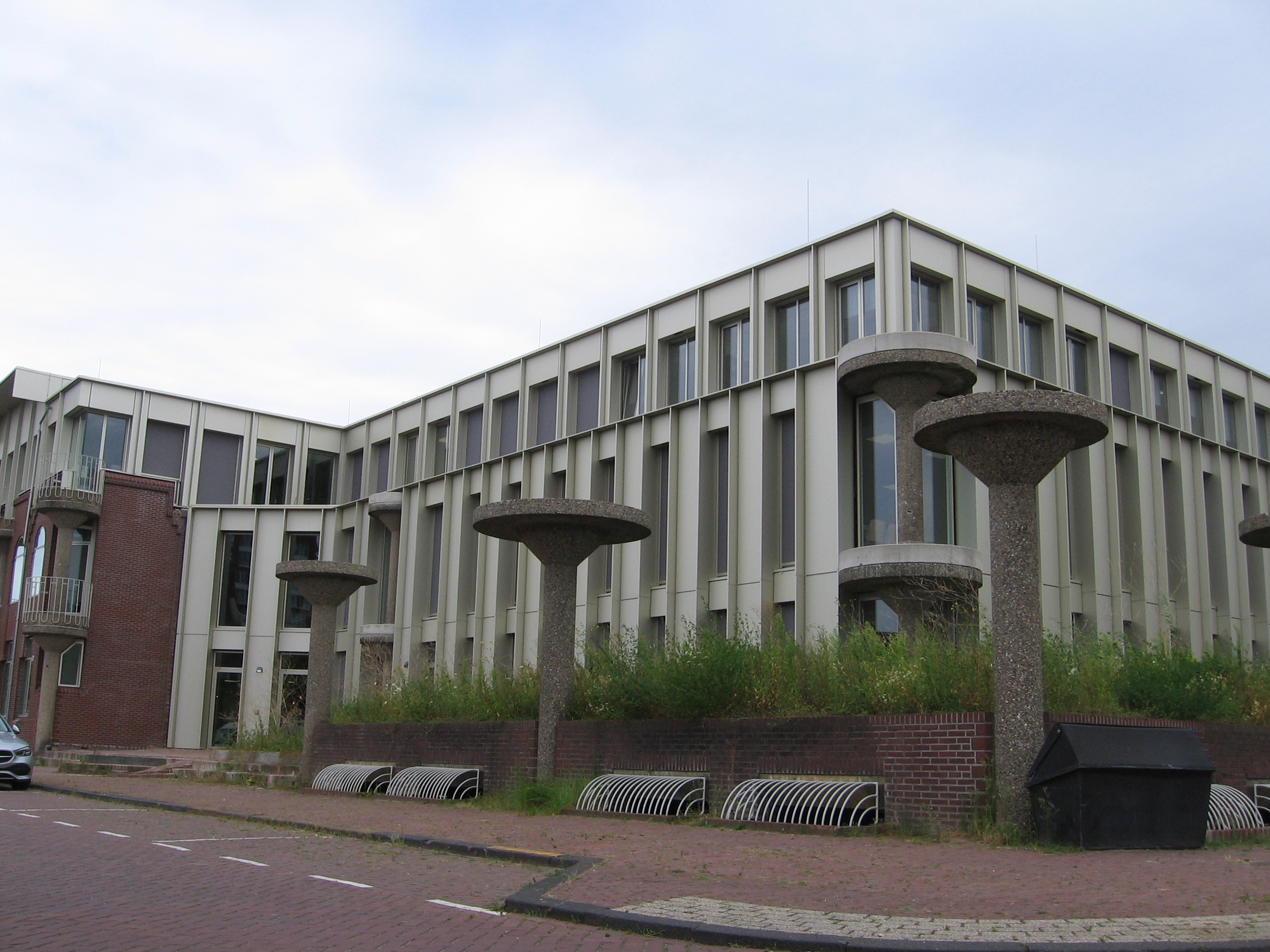
Herta Mohr gebouw van de Universiteit Leiden

- Categorie Duurzame bouw: verbindingsweg tussen A67 en N69, Noord-Brabant
- Categorie Grensverleggende bouw: appartementencomplex The Line, Hammarbystraat Amsterdam
- Categorie Utiliteitsbouw: concertzaal Amare, Den Haag
- Categorie Woningbouw: appartementencomplex Westbeat, Delflandlaan Amsterdam
- Eervolle vermeldingen: brug Dirk Noordhoflaan Eindhoven en een project voor de verduurzaming van woningbouwskeletten met CO2-arm beton

2024
- Categorie Duurzame bouw: Geopolymeerbetonbrug Slaghaan, Rotterdam
- Categorie Bestaande bouw: Herta Mohr, Leiden
- Categorie Civiele bouw: Fietsbrug Groote Wielenplas, Rosmalen
- Categorie Woningbouw: Jonas’, Amsterdam
- Categorie Utiliteitsbouw: Netherlands American Cemetery Visitor Center, Margraten
- Categorie Grensverleggende bouw: Vervanging Viaduct Hoog Burel, Apeldoorn
- Eervolle vermelding Grensverleggende bouw: Busremise Breda
- Publieksprijs: Netherlands American Cemetery Visitor Center

Omdat de vorige uitreiking in 2022 plaatsvond, wordt de prijs nu in de even jaren uitgereikt. De volgende Betonprijs wordt dus in november 2026 uitgereikt.